# Jessica (buque)
El buque Jessica fue un petrolero que estuvo involucrado en un derrame de petróleo en las Islas Galápagos, una cadena de islas a 972 kilómetros (525 nmi) al oeste del Ecuador continental, de la que forman parte. El barco fue registrado en el Ecuador y es propiedad de Acotramar. En la noche del 13 de enero de 2001, el Jessica encalló en la Bahía de Naufragio, en la entrada al puerto de Puerto Baquerizo Moreno, capital de la Provincia de Galápagos, situado en la costa suroeste de la Isla San Cristóbal. El barco transportaba 600 toneladas (160.000 galones) de petróleo diésel y 300 toneladas (80,000 galones) de aceite combustible intermedio. El diésel fue destinado a la estación de despacho de combustible en la Isla Baltra, mientras que el combustible estaba destinado para el barco de turismo Galápagos Explorer.

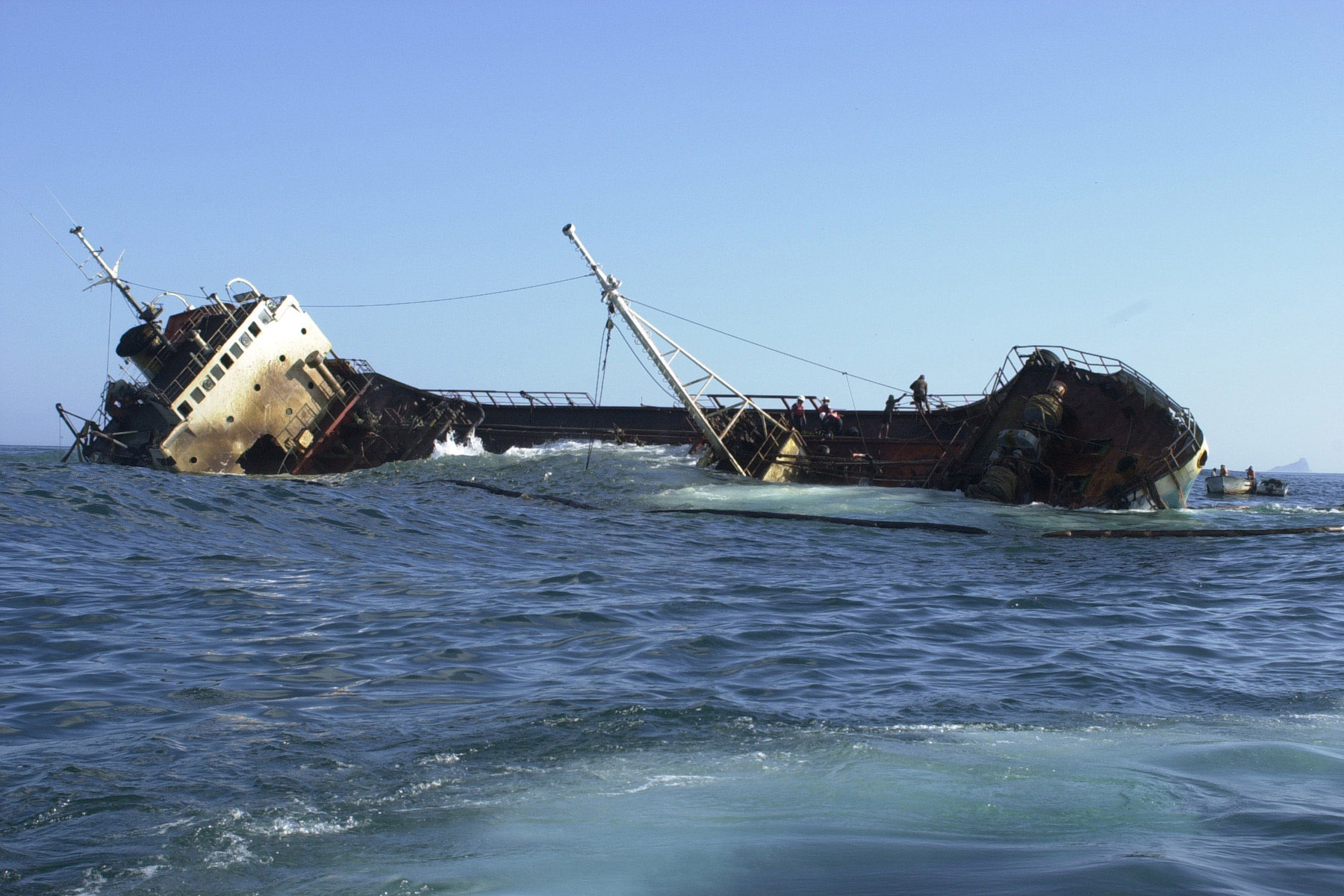
Naufragio del Jessica

El 20 de enero, el combustible comenzó a derramarse del Jessica. Intentos de recuperación se iniciaron inmediatamente, con la Armada del Ecuador, el PNB, y los pescadores locales y voluntarios que contienen para la recuperación del petróleo en la superficie del océano. Animales engrasados fueron atendidos. En San Cristóbal, siete leones marinos y 17 aves (pelícanos y piqueros de patas azules) se vieron afectados por el derrame de fuel oil. En la Isla Santa Fe, un número de lobos marinos se vieron afectados.
Debido a la falta de equipos y condiciones en el mar, las medidas de confinamiento fracasaron, y las manchas de deriva se esparcieron con el viento. Una pequeña playa en el lado sur de la Isla Santa Cruz, así como Tortuga Bay, se vieron afectados. La Guardia Costera de Estados Unidos ayudó en la recuperación del aceite combustible que quedó en el barco. Un total de 175 000 galones de EE. UU. (660 000 litros) de diésel y fuel oil se derramaron en el mar, lo que fue uno de los peores desastres ambientales en la historia del archipiélago.